# Quân khu Leningrad
Quân khu Leningrad (tiếng Nga (chữ Kirin): Ленинградский военный округ, chữ Latinh: Leningradskiy voyennyy okrug) là một quân khu của Lực lượng Vũ trang Liên bang Nga hiện nay và của Lực lượng vũ trang Liên Xô cũ.
Quân khu này trấn giữ hướng Tây Bắc của Nga và bao gồm toàn bộ Vùng liên bang Tây Bắc - tức là bao gồm Murmansk (giáp Na Uy và Phần Lan cũng như biển Bắc), Cộng hòa Karelia (giáp Phần Lan và biển Bắc), Leningrad (giáp Phần Lan, biển Baltic và Estonia), Pskov (giáp Estonia, Latvia và Belarus), Kaliningrad (tỉnh này về mặt địa lý tách rời phần còn lại của Nga, kẹp giữa Ba Lan và Litva), Cộng hòa Komi, Arkhangelsk, Vologda, Novgorod, thành phố Sankt Petersburg và Khu tự trị Yamalo-Nenets.
Quân khu Leningrad giáp với (từ bắc xuống nam) Bắc Băng Dương, Na Uy, Phần Lan, Vịnh Phần Lan, Estonia, Lithuania và Belarus. Bộ Tư lệnh quân khu đóng ở thành phố Sankt-Peterburg.
Quân khu được thành lập ngay sau Cách mạng Tháng Mười năm 1917, khi đó mang tên Quân khu Petrograd. Ngày 1 tháng 2 năm 1924, được đổi tên thành Quân khu Leningrad. Cuối năm 2010, quân khu Leningrad cùng với quân khu Moskva và hạm đội Baltic, hạm đội Phương Bắc hợp lại thành quân khu miền Tây. Tháng 1 năm 2023, Liên bang Nga thông báo kế hoạch tái lập Quân khu Leningrad và Quân khu Moskva như một phần của kế hoạch tái cơ cấu Quân đội Nga nhằm ứng phó với sự mở rộng của NATO. Tháng 2 năm 2024, Tổng thống Putin ký sắc lệnh tái cơ cấu các quân khu của Nga, chính thức tái lập Quân khu Leningrad.
Năm 2024, Quân khu Leningrad có các đơn vị sau:
- Lục quân:
  - Tập đoàn quân binh chủng hợp thành 6
  - Tập đoàn quân binh chủng hợp thành 44
  - Lữ đoàn Spetsnaz GRU 2
  - Lữ đoàn kỹ thuật vô tuyến đặc nhiệm 146
  - Trung tâm huấn luyện lực lượng đặc nhiệm 322
- Hải quân:
  - Hạm đội Phương Bắc
- Thủy quân lục chiến:
  - Quân đoàn 11
  - Quân đoàn 14
- Lực lượng Hàng không - vũ trụ:
  - Tập đoàn quân phòng không - không quân 6
  - Tập đoàn quân phòng không - không quân 45

Tư lệnh Quân khu Leningrad hiện tại là Thượng tướng Aleksandr Pavlovich Lapin.

Bản đồ quân khu Leningrad của Lực lượng vũ trang Liên bang Nga năm 1998-2010.
Quân khu Leningrad của Lực lượng vũ trang Liên Xô, thời điểm 1 tháng 1 năm 1989.